# Seere
Na demonologia, Seere (também conhecido como Seire, Seir, ou Sear) é o Príncipe do Inferno, com 26 legiões de demônios sob seu comando. Ele pode ir para qualquer lugar do planeta em questão de segundos, para cumprir a vontade do mago, trazer abundância, também ajuda na busca de tesouros escondidos ou roubo.
Ele é retratado como um homem cavalgando um cavalo alado, e é dito ser belo.É de índole boa e indiferente,conhecido como um dos demônios mais "gentis".